# Basketball-Europameisterschaft 1971
Die 17. Basketball-Europameisterschaft der Herren (offiziell: Eurobasket 1971) fand vom 10. bis 19. September 1971 zum ersten Mal in der Bundesrepublik Deutschland statt. Wie auch in den sieben vorangegangenen Austragungen sicherte sich die sowjetische Auswahl auch diesmal die Goldmedaille und konnte so ihre Titelsammlung auf nunmehr 11 Gesamtsiege weiter ausbauen. In der Neuauflage des Finales von 1969 blieb der Mannschaft Jugoslawiens auch diesmal nur der zweite Rang. Mit Bronzegewinner Italien stand erstmals seit dem dritten Platz Frankreichs im Jahre 1959 wieder ein nichtosteuropäisches Team auf dem Podium. Der Gastgeber BR Deutschland belegte EM-Platz neun.

## Austragungsorte
Gespielt wurde in Essen und Böblingen.

## Vorrunde
Die Vorrunde wurde in zwei Gruppen mit je sechs Mannschaften ausgetragen. Der Sieger eines Spiels erhielt zwei Punkte, der Verlierer einen Punkt. Stand ein Spiel am Ende der regulären Spielzeit unentschieden, so gab es Verlängerung. Bei Punktgleichheit entschied der direkte Vergleich gegeneinander.
Die beiden Erst- und Zweitplatzierten jeder Gruppe waren für das Halbfinale gesetzt und hatten EM-Platz 4 bereits sicher, die beiden Dritt- bzw. Viertplatzierten qualifizierten sich für das Kleine Halbfinale und spielten um EM-Platz 5. Die Fünft- und Sechstplatzierten jeder Gruppe hatten die Spiele um EM-Platz 9 auszutragen.

### Gruppe A
| Datum | Team 1     | Team 2         | Ergebnis | 1. H. | 2. H. | Verl. |
| ----- | ---------- | -------------- | -------- | ----- | ----- | ----- |
| A 1   | Frankreich | Spanien        | 066:79   | 27:37 | 39:42 | –     |
| A 2   | Rumänien   | UdSSR          | 055:83   | 29:41 | 26:42 | –     |
| A 3   | Polen      | BR Deutschland | 078:73   | 46:42 | 32:31 | –     |
| A 4   | Rumänien   | Frankreich     | 065:64   | 34:29 | 31:35 | –     |
| A 5   | Spanien    | Polen          | 070:83   | 40:38 | 30:45 | –     |
| A 6   | UdSSR      | BR Deutschland | 091:54   | 41:24 | 50:30 | –     |
| A 7   | Polen      | Frankreich     | 091:65   | 44:32 | 47:33 | –     |
| A 8   | Rumänien   | BR Deutschland | 079:69   | 32:35 | 47:34 | –     |
| A 9   | UdSSR      | Spanien        | 118:58   | 60:17 | 58:41 | –     |
| A10   | Rumänien   | Polen          | 074:80   | 39:39 | 35:41 | –     |
| A11   | UdSSR      | Frankreich     | 075:63   | 43:20 | 32:43 | –     |
| A12   | Spanien    | BR Deutschland | 073:69   | 43:39 | 30:30 | –     |
| A13   | UdSSR      | Polen          | 094:73   | 47:43 | 47:30 | –     |
| A14   | Rumänien   | Spanien        | 076:72   | 33:33 | 43:39 | –     |
| A15   | Frankreich | BR Deutschland | 064:88   | 27:47 | 37:41 | –     |

| Platz | Team           | Spiele | Siege | Niederl. | Punkte | Körbe   | Diff | qualifiziert für        |
| ----- | -------------- | ------ | ----- | -------- | ------ | ------- | ---- | ----------------------- |
| 1     | UdSSR          | 5      | 5     | 0        | 10     | 461:303 | +158 | Halbfinale              |
| 2     | Polen          | 5      | 4     | 1        | 09     | 405:376 | +029 | Halbfinale              |
| 3     | Rumänien       | 5      | 3     | 2        | 08     | 349:368 | −019 | Finalrunde Platz 5 – 8  |
| 4     | Spanien        | 5      | 2     | 3        | 07     | 352:412 | −060 | Finalrunde Platz 5 – 8  |
| 5     | BR Deutschland | 5      | 1     | 4        | 06     | 353:385 | −032 | Finalrunde Platz 9 – 12 |
| 6     | Frankreich     | 5      | 0     | 5        | 05     | 322:398 | −076 | Finalrunde Platz 9 – 12 |

### Gruppe B
| Datum | Team 1           | Team 2           | Ergebnis | 1. H. | 2. H. | Verl. |
| ----- | ---------------- | ---------------- | -------- | ----- | ----- | ----- |
| B 1   | Israel           | Italien          | 68:087   | 32:46 | 36:41 | –     |
| B 2   | Tschechoslowakei | Türkei           | 88:069   | 40:32 | 48:37 | –     |
| B 3   | Jugoslawien      | Bulgarien        | 70:069   | 34:41 | 36:28 | –     |
| B 4   | Türkei           | Israel           | 97:088   | 43:46 | 54:42 | –     |
| B 5   | Tschechoslowakei | Jugoslawien      | 66:081   | 25:43 | 41:38 | –     |
| B 6   | Italien          | Bulgarien        | 78:069   | 36:31 | 42:38 | –     |
| B 7   | Türkei           | Jugoslawien      | 63:086   | 27:39 | 36:47 | –     |
| B 8   | Israel           | Bulgarien        | 75:098   | 40:44 | 35:54 | –     |
| B 9   | Italien          | Tschechoslowakei | 74:060   | 31:32 | 43:28 | –     |
| B10   | Bulgarien        | Tschechoslowakei | 85:074   | 51:39 | 34:35 | –     |
| B11   | Israel           | Jugoslawien      | 92:118   | 54:60 | 38:58 | –     |
| B12   | Türkei           | Italien          | 53:067   | 31:36 | 22:31 | –     |
| B13   | Israel           | Tschechoslowakei | 85:113   | 40:55 | 45:58 | –     |
| B14   | Bulgarien        | Türkei           | 87:060   | 46:39 | 41:21 | –     |
| B15   | Jugoslawien      | Italien          | 79:068   | 33:30 | 46:38 | –     |

| Platz | Team             | Spiele | Siege | Niederl. | Punkte | Körbe   | Diff | qualifiziert für        |
| ----- | ---------------- | ------ | ----- | -------- | ------ | ------- | ---- | ----------------------- |
| 1     | Jugoslawien      | 5      | 5     | 0        | 10     | 434:358 | +076 | Halbfinale              |
| 2     | Italien          | 5      | 4     | 1        | 09     | 374:329 | +045 | Halbfinale              |
| 3     | Bulgarien        | 5      | 3     | 2        | 08     | 408:357 | +051 | Finalrunde Platz 5 – 8  |
| 4     | Tschechoslowakei | 5      | 2     | 3        | 07     | 401:394 | +07  | Finalrunde Platz 5 – 8  |
| 5     | Türkei           | 5      | 1     | 4        | 06     | 342:416 | −074 | Finalrunde Platz 9 – 12 |
| 6     | Israel           | 5      | 0     | 5        | 05     | 408:513 | −105 | Finalrunde Platz 9 – 12 |

## Finalrunde

### Platz 9 bis 12
Die jeweils Fünft- und Sechstplatzierten der beiden Vorrundengruppen spielten um EM-Platz 9. Gespielt wurde im K.-o.-System über Kreuz gegen einen Gegner aus der anderen Gruppe.

|  | Platzierungsspiele | Platzierungsspiele |        |    | Spiel um Platz 9 | Spiel um Platz 9 |
|  |                    |                    |        |    |                  |                  |
|  | BR Deutschland     | 99                 |        |    |                  |                  |
|  | Israel             | 76                 |        |    |                  |                  |
|  | 31                 |                    |        |    |                  |                  |
|  |                    |                    | 38     |    |                  |                  |
|  | Frankreich         | 70                 |        |    |                  |                  |
|  |                    | BR Deutschland     | 76     |    |                  |                  |
|  |                    |                    |        |    |                  |                  |
|  | Spiel um Platz 11  |                    |        |    |                  |                  |
|  | 32                 | 32                 | Türkei | 74 |                  |                  |
|  | Frankreich         | 82                 | Israel | 84 |                  |                  |
|  | Türkei             | 60                 |        |    | 37               | 37               |

Platzierungsspiele
| Datum | Team 1         | Team 2 | Ergebnis | 1. H. | 2. H. | Verl. |
| ----- | -------------- | ------ | -------- | ----- | ----- | ----- |
| 31    | BR Deutschland | Israel | 99:76    | 48:31 | 51:45 | –     |
| 32    | Frankreich     | Türkei | 82:60    | 41:26 | 41:34 | –     |

Spiel um Platz 11
| Datum | Team 1 | Team 2 | Ergebnis | 1. H. | 2. H. | Verl. |
| ----- | ------ | ------ | -------- | ----- | ----- | ----- |
| 37    | Türkei | Israel | 74:84    | 39:48 | 35:36 | –     |

Spiel um Platz 9
| Datum | Team 1     | Team 2         | Ergebnis | 1. H. | 2. H. | Verl. |
| ----- | ---------- | -------------- | -------- | ----- | ----- | ----- |
| 38    | Frankreich | BR Deutschland | 70:76    | 38:31 | 32:45 | –     |

### Platz 5 bis 8
Die jeweils Dritt- und Viertplatzierten der beiden Vorrundengruppen spielten um EM-Platz 5. Gespielt wurde im K.-o.-System über Kreuz gegen einen Gegner aus der anderen Gruppe.

|  | Kleines Halbfinale | Kleines Halbfinale |          |    | Spiel um Platz 5 | Spiel um Platz 5 |
|  |                    |                    |          |    |                  |                  |
|  | Spanien            | 84                 |          |    |                  |                  |
|  | Bulgarien          | 95                 |          |    |                  |                  |
|  | 33                 |                    |          |    |                  |                  |
|  |                    |                    | 40       |    |                  |                  |
|  | Bulgarien          | 76                 |          |    |                  |                  |
|  |                    | Tschechoslowakei   | 99       |    |                  |                  |
|  |                    |                    |          |    |                  |                  |
|  | Spiel um Platz 7   |                    |          |    |                  |                  |
|  | 34                 | 34                 | Spanien  | 86 |                  |                  |
|  | Rumänien           | 74                 | Rumänien | 71 |                  |                  |
|  | Tschechoslowakei   | 87                 |          |    | 39               | 39               |

Kleines Halbfinale
| Datum | Team 1   | Team 2           | Ergebnis | 1. H. | 2. H. | Verl. |
| ----- | -------- | ---------------- | -------- | ----- | ----- | ----- |
| 33    | Spanien  | Bulgarien        | 84:95    | 42:50 | 42:45 | –     |
| 34    | Rumänien | Tschechoslowakei | 74:87    | 38:54 | 36:33 | –     |

Spiel um Platz 7
| Datum | Team 1  | Team 2   | Ergebnis | 1. H. | 2. H. | Verl. |
| ----- | ------- | -------- | -------- | ----- | ----- | ----- |
| 39    | Spanien | Rumänien | 86:71    | 45:40 | 41:31 | –     |

Spiel um Platz 5
| Datum | Team 1    | Team 2           | Ergebnis | 1. H. | 2. H. | Verl. |
| ----- | --------- | ---------------- | -------- | ----- | ----- | ----- |
| 40    | Bulgarien | Tschechoslowakei | 76:99    | 45:42 | 31:57 | –     |

### Platz 1 bis 4
Die jeweils Erst- und Zweitplatzierten der beiden Vorrundengruppen spielten um den Europameistertitel. Gespielt wurde im K.-o.-System über Kreuz gegen einen Gegner aus der anderen Gruppe.

|  | Halbfinale          | Halbfinale  |         |    | Finale | Finale |
|  |                     |             |         |    |        |        |
|  | Polen               | 75          |         |    |        |        |
|  | Jugoslawien         | 100         |         |    |        |        |
|  | 35                  |             |         |    |        |        |
|  |                     |             | 42      |    |        |        |
|  | UdSSR               | 69          |         |    |        |        |
|  |                     | Jugoslawien | 64      |    |        |        |
|  |                     |             |         |    |        |        |
|  | Spiel um Platz drei |             |         |    |        |        |
|  | 36                  | 36          | Italien | 85 |        |        |
|  | UdSSR               | 93          | Polen   | 67 |        |        |
|  | Italien             | 66          |         |    | 41     | 41     |

Halbfinale
| Datum | Team 1 | Team 2      | Ergebnis | 1. H. | 2. H. | Verl. |
| ----- | ------ | ----------- | -------- | ----- | ----- | ----- |
| 35    | Polen  | Jugoslawien | 75:100   | 36:51 | 39:49 | –     |
| 36    | UdSSR  | Italien     | 93:066   | 48:29 | 45:37 | –     |

Spiel um Platz 3
| Datum | Team 1  | Team 2 | Ergebnis | 1. H. | 2. H. | Verl. |
| ----- | ------- | ------ | -------- | ----- | ----- | ----- |
| 41    | Italien | Polen  | 85:67    | 35:29 | 50:38 | –     |

Finale
| Datum | Team 1 | Team 2      | Ergebnis | 1. H. | 2. H. | Verl. |
| ----- | ------ | ----------- | -------- | ----- | ----- | ----- |
| 42    | UdSSR  | Jugoslawien | 69:64    | 33:37 | 36:27 | –     |

## Endstand
| Rang | Team             | Siege : Niederl. | Korbverhältnis |
| ---- | ---------------- | ---------------- | -------------- |
| 1    | UdSSR            | 7 : 0            | 1,4388         |
| 2    | Jugoslawien      | 6 : 1            | 1,1912         |
| 3    | Italien          | 5 : 2            | 1,0736         |
| 4    | Polen            | 4 : 3            | 0,9750         |
| 5    | Tschechoslowakei | 4 : 3            | 1,0790         |
| 6    | Bulgarien        | 4 : 3            | 1,0722         |
| 7    | Spanien          | 3 : 4            | 0,9031         |
| 8    | Rumänien         | 3 : 4            | 0,9131         |
| 9    | BR Deutschland   | 3 : 4            | 0,9944         |
| 10   | Frankreich       | 1 : 6            | 0,8876         |
| 11   | Israel           | 1 : 6            | 0,8280         |
| 12   | Türkei           | 1 : 6            | 0,8179         |

## Statistiken
- Anzahl der Spiele: 42
- Anzahl der erzielten Punkte: 6.521